# Tripteroides pallidus
Tripteroides pallidus är en tvåvingeart som beskrevs av Lee 1946. Tripteroides pallidus ingår i släktet Tripteroides och familjen stickmyggor. Inga underarter finns listade i Catalogue of Life.